# Боровая Полянщина
Боровая Полянщина — опустевшее село в Екатериновском районе Саратовской области. Находится на территории сельского поселения Андреевское муниципальное образование. 

## География
Находится на расстоянии примерно 35 километров на север от районного центра поселка Екатериновка.

## История
Официальная дата основания 1865 год. По другим данным, основано в 1720-х годах, названо по фамилии помещиков Полянских. Церковь в селе была с 1750 года. В 1859 году в селе было учтено 11 дворов и 712 жителей. Последняя жительница села переехала в соседнюю Бутурлинку в 2012 году.

## Население
Постоянное население составляло 32 человека (русские 100%) в 2002 году, 0 в 2010.